# They Knew What They Wanted
They Knew What They Wanted é um filme estadunidense de 1940, do gênero drama romântico, dirigido por Garson Kanin. 

## Elenco
- Carole Lombard ...  Amy Peters
- Charles Laughton ...  Tony Patucci
- William Gargan ...  Joe
- Harry Carey ...  The doctor
- Frank Fay ...  Father McKee

## Sinopse
Garçonete mente sobre ela mesma para manter romance por correspondência com rapaz italiano dono de um vinhedo.